# دوتو (تيران وكرون)
دوتو هي قرية في مقاطعة تيران وكرون، إيران. عدد سكان هذه القرية هو 694 في سنة 2006.